# Yves Guillemot
Yves Guillemot (Carentoir, Bretaña; 21 de julio de 1960) es un empresario francés, más conocido por ser cofundador y el actual Presidente y CEO de Ubisoft, compañía desarrolladora de videojuegos.
Es el director de AMA Ltd., el presidente de Ubisoft Entertainment S.A., el director de Guillemot Corp. y el vicepresidente ejecutivo de GameLoft S.A.

## Biografía
Yves Guillemot nació el 21 de julio de 1960 en la comuna francesa de Carentoir. En 1986, tras haber completado sus estudios en negocios y con 26 años de edad, Yves decide fundar junto con sus hermanos Claude, Michel, Christian y Gerard, una empresa de videojuegos llamada UbiSoft Entertainment, refiriéndose al término "ubiquity" (omnipresencia), que reflejaba el anhelo por estar presentes en todo el mundo.

## Ubisoft
Entre los años 1989 y 1990, Yves expandió la presencia de su empresa más allá de Francia, primero en el Reino Unido y después en Estados Unidos y Alemania, tres de los países que representaban el mercado más grande de la industria de los videojuegos en occidente.
En 1994, el primer estudio de producción fue abierto en Francia, enfocado en producir videojuegos de alta calidad dentro de un breve periodo de tiempo.
En 1996, la compañía entró a cotizar en la Bourse de Paris; poco tiempo después se abrieron otros dos estudios en Shanghái y Montreal.
En julio de 2000, Ubisoft continuó expandiéndose comprando los estudios Red Storm Entertainment, distribuidora de videojuegos propietaria de la licencia de Tom Clancy. Ese mismo año, Yves se convirtió en Gerente de Distribución de Ubisoft.
En 2011 produjo el cortometraje Assassin's Creed: Embers.